# Wally (serie)

Schermata di Everyone's a Wally sul Commodore 64

Wally è una serie di videogiochi sviluppati e pubblicati da Mikro-Gen per home computer a metà degli anni '80, con protagonista Wally Week, un operaio britannico alle prese con problemi della vita quotidiana che si trasformano in avventure surreali.
La saga è famosa soprattutto sullo ZX Spectrum, piattaforma principale di tutti i giochi della serie, ma quasi tutti sono usciti anche per Commodore 64 e Amstrad CPC.

## Videogiochi
La serie è composta da cinque videogiochi:
- Automania (1984) per ZX Spectrum e Commodore 64
- Pyjamarama (1984) per ZX Spectrum, Commodore 64 e Amstrad CPC
- Everyone's a Wally (1985) per ZX Spectrum, Commodore 64 e Amstrad CPC
- Herbert's Dummy Run (1985) per ZX Spectrum, Commodore 64 e Amstrad CPC
- Three Weeks in Paradise (1986) per ZX Spectrum e Amstrad CPC

I primi quattro titoli uscirono anche in italiano, in licenza al Gruppo Editoriale Jackson; il terzo e il quarto con i titoli Wally Family e Herbert.
Esistono anche remake non ufficiali e non commerciali di Automania (Windows), Pyjamarama (Windows, Mac OS X e BeOS) e Three Weeks in Paradise (Windows).
Tranne Automania che è un più semplice videogioco a piattaforme, tutti i giochi appartengono al genere dell'avventura dinamica e hanno una struttura generale simile: il personaggio/i si muove in un labirinto di ambienti, ciascuno una schermata fissa con visuale laterale, spesso popolati di pericoli da evitare, e potendo raccogliere numerosi oggetti, ma trasportarne solo due alla volta, deve capire come utilizzarli per risolvere l'avventura.
Le avventure sono molto surreali, cosa ampiamente giustificata nel caso di Pyjamarama dato che rappresenta gli eventi di un sogno. L'uso degli oggetti è spesso illogico e difficile da intuire, sicché per molti giocatori dell'epoca era improbabile riuscire a completare il gioco senza i suggerimenti dati dalle varie riviste.
I primi tre titoli sono programmati da Chris Hinsley, il quarto da David J. Perry e l'ultimo da Perry insieme a Nick Jones, tutti sviluppatori interni alla Mikro-Gen.
La saga di Wally fece la fortuna della piccola Mikro-Gen, che era già in attività dal 1981 e aveva sperimentato un personaggio simile a Wally nelle avventure testuali Mad Martha e Mad Martha II. I programmatori di Wally erano particolarmente interessati alla grafica, che riuscirono a rendere a volte anche meglio sullo Spectrum che sul Commodore 64, nonostante la superiorità dell'hardware grafico del C64.
La rivista Videogiochi considerò Pyjamarama e i primi due seguiti come alcuni dei capolavori grafici del 1985, soprattutto in versione Spectrum.

## Personaggi
- Wally Week - un uomo della classe operaia sempliciotto, con una vistosa pancia e un berretto floscio. In inglese britannico un wally è anche un vecchio termine colloquiale per indicare uno scemo[4]. La rivista Home Computing Weekly pubblicò un'intervista immaginaria a Wally in cui si racconta la sua vita, ma non è chiaro se siano invenzioni degli autori di Wally o della rivista; si racconta che è nato nel 1952 da una famiglia povera in una cittadina nel profondo della Scozia, dopo un'infanzia estremamente semplice ha tentato di guadagnarsi da vivere con varie imprese folli per poi spostarsi in Inghilterra in cerca di fortuna, e qui iniziano gli eventi della serie[5]. La rivista Videogiochi nominò Wally personaggio videoludico più simpatico dell'anno 1985[3]. Wally è protagonista di tutti gli episodi, tranne Herbert's Dummy Run dove fa solo un'apparizione.
- Wilma - moglie di Wally, bionda con stivaloni e maglia succinta, è un personaggio giocabile in Everyone's a Wally e non giocabile in Herbert's Dummy Run e Three Weeks in Paradise.
- Herbert - figlio infante di Wally e Wilma, appare in Everyone's a Wally dove gattona ed è un pericolo da evitare, è protagonista di Herbert's Dummy Run dove ha imparato a camminare e riappare non giocabile in Three Weeks in Paradise.
- Tom, Dick e Harry - amici di Wally, rispettivamente un meccanico punk, un idraulico in cappello di lana e un elettricista hippy. Tom, Dick & Harry è un modo di dire inglese per indicare persone qualunque, come Tizio, Caio e Sempronio. Sono personaggi giocabili in Everyone's a Wally.

## Altro
Il mensile Your Sinclair dedicò a Wally una striscia a fumetti, Wally Monthly, pubblicandone una pagina in ogni numero da luglio 1986 a marzo 1987.
La rivista Zzap!64 organizzò una competizione scherzosa dove i lettori dovevano rispondere ad alcune domande stupide poste da Wally per vincere raccolte complete dei giochi di Wally.
Wally fu anche una delle poche serie videoludiche per i computer a 8 bit dell'epoca ad avere un proprio merchandising, con tazze, magliette e berretti venduti per corrispondenza.